# Штимпфах
Штимпфах (нем. Stimpfach) — община в Германии, в земле Баден-Вюртемберг. 
Подчиняется административному округу Штутгарт. Входит в состав района Швебиш-Халль.  Население составляет 2944 человека (на 31 декабря 2010 года). Занимает площадь 33,35 км².